# الحياة البرية في جيبوتي
الحياة البرية في جيبوتي تتميز من نباتاتها وحيواناتها، بمناظر طبيعية قاسية وتشكل الغابات أقل من واحد في المائة من مساحتها. تم العثور على معظم الأنواع في الجزء الشمالي من البلاد في حديقة داي فورست الوطنية على ارتفاع متوسط يبلغ 1500 متر 4900 قدم، بما في ذلك كتلة جودا، التي يبلغ ارتفاعها 1783 مترًا 5850 قدمًا. تغطي مساحة 3.5 كيلومتر مربع 1.4 ميل مربع من غابة عرعر طويل، مع ارتفاع العديد من الأشجار إلى ارتفاع 20 مترًا 66 قدمًا. هذه المنطقة الحرجية هي الموطن الرئيسي لطائر جيبوتي المهددة بالانقراض والمتوطنة،  ولفقاريات أخرى تمت ملاحظتها مؤخرًا،  وتحتوي المنطقة أيضًا على العديد من أنواع النباتات الخشبية والعشبية، بما في ذلك خشب وأشجار الزيتون، والتي تمثل ستين بالمائة من الأنواع المحددة في البلاد.
توجد في الحياة البرية أيضًا في النظام البيئي للأراضي الرطبة في البلاد والذي يتضمن بحيرتين كبيرتين، بحيرة عسل و بحيرة آبي يوجد جزء صغير فقط من مسطحات هذه البحيرة في جيبوتي، والعديد من أحواض الملح التي تغمرها المياه من حين لآخر من الوديان والساحل. مد وجزر الرطبة. يحتوي الحزام الساحلي لجيبوتي أيضًا على مجموعة متنوعة من الحياة البحرية أو النظام البيئي المائي
وفقًا للملف القطري المتعلق بالتنوع البيولوجي للحياة البرية في جيبوتي، تحتوي الدولة على حوالي 820 نوعًا من النباتات، و 493 نوعًا من اللافقاريات، و 455 نوعًا من الأسماك، و 40 نوعًا من الزواحف، و 3 أنواع من البرمائيات، و 360 نوعًا من الطيور و 66 نوعًا من الأنواع. الثدييات الحياة البرية في جيبوتي مدرجة أيضًا كجزء من النقطة الساخنة للتنوع البيولوجي في القرن الإفريقي والمنطقة الساخنة للشعاب المرجانية في البحر الأحمر وخليج عدن.

## صكوك قانونية
تم إعلان حديقة داي فورست الوطني كمنتزه وطني في عام 1939 من قبل حاكم البلاد آنذاك، عندما كانت جيبوتي دولة مستقلة في عام 1977 مستعمرة فرنسية تُعرف باسم تريتوار فرانسيه دي أفار وإيساس إقليم عفار وجبال إيساس الفرنسي عيسى بعد استقلال جيبوتي، سُنت قوانين مهمة القرار رقم 262/7 في 12 مايو 1972 المتعلق بحماية الثروة الطبيعية وبقايا ما قبل التاريخ القرار رقم 72-1363 الصادر في 20 سبتمبر 1972 بشأن حماية الحيوانات والموائل البحرية والمرسوم رقم 80-062 / PR / MCTT بتاريخ 25 مايو 1980 المتعلق بحماية الحيوانات والموائلالبحرية.

## الجغرافيا

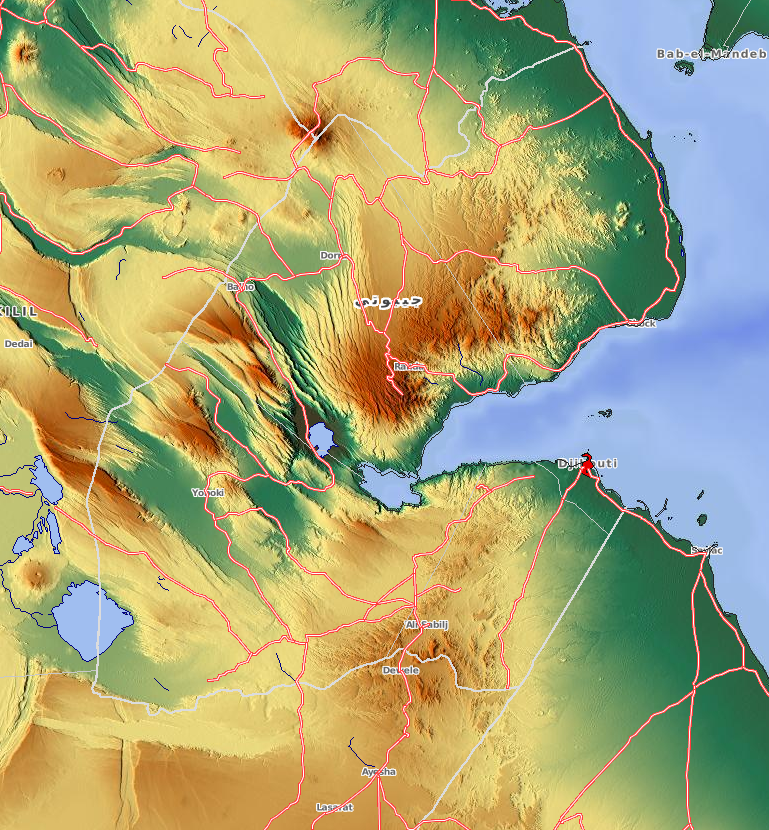
خريطة تضاريس جيبوتي

تنتشر الحياة البرية في جيبوتي على ثلاث مناطق رئيسية هي، من المنطقة الجبلية الشمالية من البلاد إلى الهضاب البركانية في الجزء الجنوبي والوسطى وتبلغ ذروتها في المنطقة الساحلية. على الرغم من الظروف المناخية القاسية، فإن التضاريس ذات الأصل البازلتى والريوليت وعرة للغاية ولها سلسلة متوالية من الهضاب العالية والسلاسل الجبلية والهضاب والتلال ذات الارتفاع المتوسط. بطبيعة الحال، هناك القليل جدًا من الأراضي الصالحة للزراعة في المناطق الصحراوية  أعلى قمة هي جبل موسى ويوجد بحيرتان رئيسيتان: بحيرة عسل وهي مالحة عند 155 مترًا 509 قدمًا أدنى نقطة في إفريقيا وبحيرة آبي، التي يقع الجزء الأكبر منها في إثيوبيا ويتم الحصول عليها من نهر أواش وروافده، والتي نشأت أيضًا في إثيوبيا مع وجود شقق صغيرة فقط كجزء من جيبوتي. بصرف النظر عن البحيرتين الكبيرتين، تفتقر جيبوتي إلى الأنهار الدائمة، وبالتالي فإن الاعتماد على المياه يكون أكثر على مصادر المياه الجوفية. وهكذا، في الحياة البرية في جيبوتي، في التضاريس الوعرة، تمثل الغابات أقل من واحد بالمائة من إجمالي مساحة أراضيها البالغة 23200 كيلومتر مربع (9000 ميل مربع).   الأحواض والسفوح و الأراضي الرطبة والمد والجزر ومناطق جيبوتي الواقعة تحت المنطقة البيئية الصحراوية الساحلية الإريترية، على الرغم من عدم وضعها تحت قوانين الحماية، إلا أنها تتمتع أيضًا بدرجة معينة من الحياة البرية من النباتات و الحيوانات.
المنطقة الشمالية بها كتلة جودا والغطاء النباتي للنباتات على وجه الخصوص، جونيبيروس بروسيرا. توجد أنواع الحيوانات، ولا سيما طائر جيبوتي المهددة بالانقراض، في الجزء الشمالي من البلاد المحمي بموجب منتزه داي فورست الوطني، الحديقة الوطنية الوحيدة في جيبوتي.

### المناخ
من الناحية المناخية، تقع أبرد منطقة في البلاد في غابات حديقة داي الوطني في المنطقة الشمالية مع انخفاض 10 درجات مئوية 50 درجة فهرنهايت، بينما تشهد بقية البلاد ظروفًا مناخية حارة مع ارتفاع درجات الحرارة إلى أكثر من 40 درجة مئوية 104 درجة فهرنهايت في الصيف. الرطوبة أيضًا مرتفعة جدًا خلال هذه الفترة. إن تباين هطول الأمطار، الذي يحدث لمدة 26 يومًا تقريبًا في السنة، واسع جدًا. يتراوح من 5 بوصات 130 ملم في المناطق الساحلية بينما في الأجزاء الشمالية و الجبلية من البلاد، يبلغ حوالي 15 بوصة 380 ملم تتساقط مطر بين شهري يناير ومارس، في فترات قصيرة وبكثافة شديدة، مسببة فيضانات مفاجئة.

### حديقة داي فورست الوطنية
هي موطن غابات، والتي تضم جزءًا من كتلة الغابات في كتلة جبل جودا. تعتبر غابات جبل جودا، التي يشكل الوجه الشرقي لها جزءًا من الحديقة، وشذوذًا طبيعيًا مذهلًا ونوعًا نادرًا من الخضرة على خريطة جيبوتي الجافة مثل واحة عملاقة تقع على بعد 30 كيلومترًا 19 ميلًا غرب خليج تجرة. تقع جبال جودا، التي يبلغ ارتفاعها 1783 مترًا 5850 قدمًا، شمال غرب خليج تجرة، ومنطقة عفار وتشكل أكبر منطقة نباتية في جيبوتي. تحمي الحديقة أربعة أنواع نباتية مستوطنة معروفة على الأقل. تهيمن على الغابة أشجار مثل Juniperus procera و زيتون إفريقي و شجرة بوع بوع و كافور. يختلف توزيع النباتات في الحديقة باختلاف الارتفاع. يتكون الغطاء النباتي الذي يزيد ارتفاعه عن 950 مترًا 3120 قدمًا، حيث التضاريس الوعرة، من تلك الأنواع التي سبق ذكرها. تتكون النباتات التي يقل ارتفاعها عن 950 مترًا 3120 قدمًا، والتي تتمتع بمصادر مياه أفضل، من الزيتون الإفريقي والنباتات الأخرى.
غابة العرعر تحت تهديد بيئي طويل الأمد. قبل مليون عام، كان يُعتقد أن مساحتها كانت 40.000 هكتار 99.000 فدان ولكن اعتبارًا من عام 1990 كانت 900 هكتار فقط 2200 فدان. تُعزى الخسارة إلى تغير المناخ والدمار البشري، بما في ذلك الحرائق ورعي الماشية وقطع الأشجار والتدريبات العسكرية. أفاد الصندوق العالمي للطبيعة ووف أن 88 في المائة من غابة اليوم قد فقدت في الماضي قرنان، وحدث أكثر من 20 في المائة من الخسارة في الخمسين سنة الماضية.

### البحيرات وأحواض الملح
تدعم أحواض الملح المحيطية ببحيرة عسل الغطاء النباتي في صحراء الملح الساحلية للبحر الأحمر. بحيرة آبي، في الطرف الجنوبي من جيبوتي، يغذيها نهر أواش وروافده، التي تتدفق من إثيوبيا والجداول المحلية سريعة الزوال. تغذي التلال القريبة العديد من الأحواض الصغيرة الأخرى. يغذي الصرف من الجزء الجنوبي الغربي بحيرة عسل، بينما يغذي الصرف من الهضبة الشمالية الشرقية الأحواض أو يتدفق إلى البحر. هناك 20 حوضًا في الشمال الشرقي والشرق من بحيرة آبي، وعدد من الأحواض الصغيرة وحوض كبير واحد بمساحة 20000 هكتار 49000 فدان في شمال وشمال شرق بحيرة عسل على ارتفاعات 300-600 متر 980-1،970 قدمًا تدعم القليل من الغطاء النباتي. أحواض وأرضيات وديان صغيرة تيارات في التلال الساحلية الواقعة على مسافة 50-100 متر 160-330 قدمًا، وتغطي أكبر هذه الأحواض 20000 هكتار 49000 فدان لديهم مستنقعات ملح أو نباتات صحراوية مالحة.

### المنطقة البيئية الصحراوية الساحلية
تمتد المنطقة البيئية الصحراوية الساحلية الإريترية على طول الساحل الجنوبي للبحر الأحمر من بلفير أسولي في إريتريا إلى رأس بير. تشكل شواطئ اليمن وجيبوتي قمع. خلال كل خريف، تم تسجيل هجرات كبيرة من الطيور في منطقة أوبوك في جيبوتي. الأنواع الأكثر شيوعًا المسجلة هي غزال دوركاس وغزال سومرنغ ودقدق سولت. تتكون هذه المنطقة البيئية في رأس سيان في جيبوتي من تضاريس صخرية وشعاب مرجانية قديمة شوهدت أثناء انخفاض المد والشواطئ الرملية. من بين الجزر البحرية العديدة في هذه المنطقة جزر سوابع وهي أرخبيل جيبوتي.
تقع هذه المنطقة على ارتفاع أقل من 200 متر 660 قدمًا، وهي بشكل عام منبسطة مع سهول رملية أو حصوية تتخللها نتوءات صخرية عرضية. الساحل بالقرب من رأس سيان عبارة عن مزيج من المناطق الصخرية والشعاب المرجانية القديمة التي لا تظهر إلا عند انخفاض المد والشواطئ الرملية. ظلت المنطقة البيئية غير مضطربة، ولكنها تدهورت بالقرب من المناطق المأهولة بالسكان، وبسبب الصيد، يُقترح الآن إخضاعها لقوانين الحماية.

## النباتات

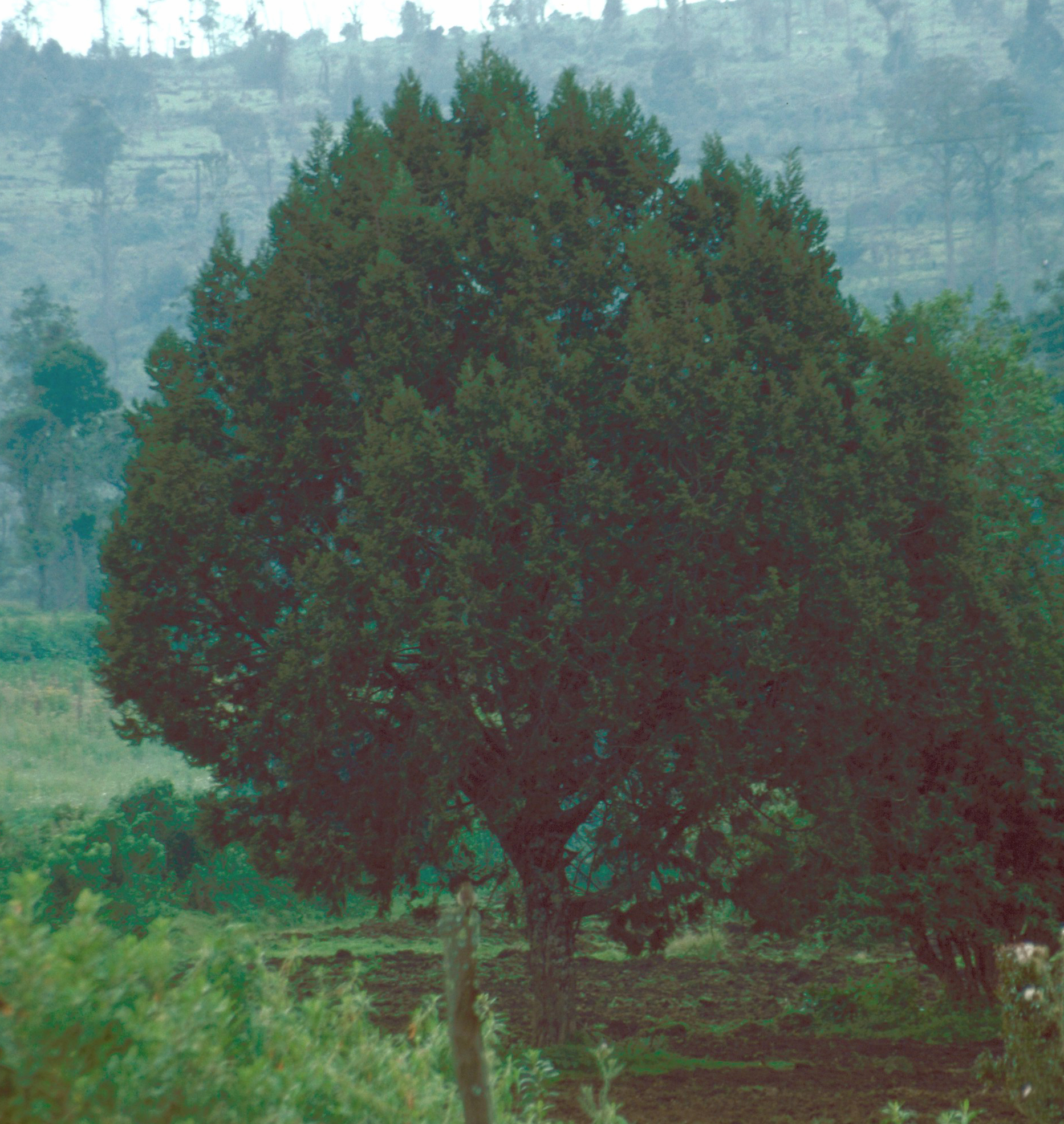
Juniperus_procera_Kenya1

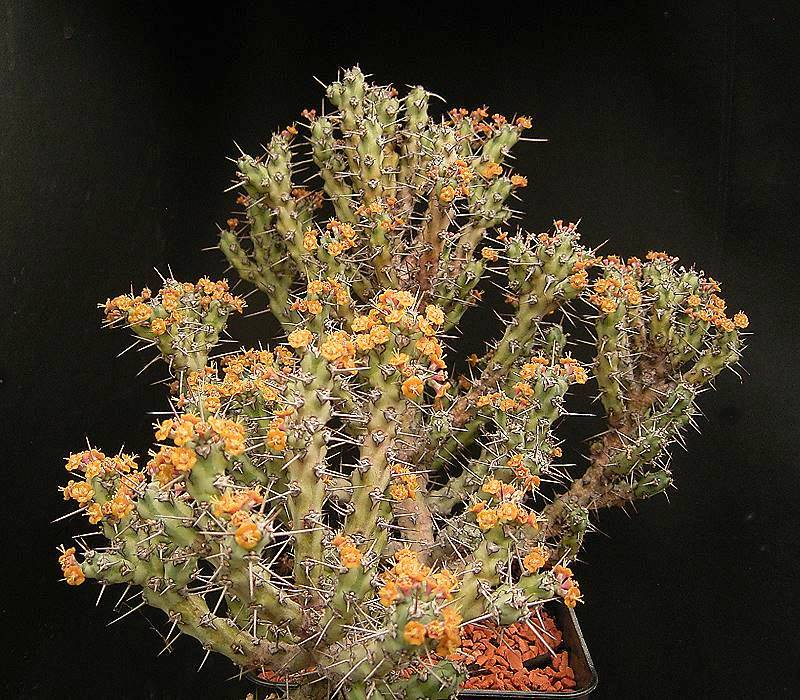

معظم الأراضي في جيبوتي صحراء. ومع ذلك، يتكون الغطاء النباتي للحياة البرية من الأراضي العشبية الشبه الصحراوية والأراضي الشجرية والأعشاب النضرة تتكون المنطقة الساحلية من صحراء وأشجار القرم توجد غابات جافة دائمة الخضرة في جبل جودا في حديقة داي الوطنية بالقرب من جبال تاجورة ومعبلة توجد أشجار العرعر العملاقة النادرة، والسنط، وأشجار الزيتون البرية. ومع ذلك، فإن معظم الغطاء النباتي نموذجي للصحراء وشبه الصحراوية، ويتكون من الأشواك وأشجار النخيل. تم تسجيل 534 نوعًا من النباتات في جبال جودا ومابلا بما في ذلك عدد من الأنواع المتوطنة. هناك نوعان من الأنواع ذات الأهمية الخاصة هما الشجرة النوبية والنخيل في الحديقة الوطنية. ويوجد أنواع أخرى التي تم الإبلاغ عنها على أنها فريدة من نوعها في جيبوتي
النباتات المسجلة على أطراف البحيرات، الأحواض، وادي الوادي والسفوح الساحلية هي كما تم العثور على أكاسيا تورتيليس وكادابا جلاندولوسا في بعض الوديان.

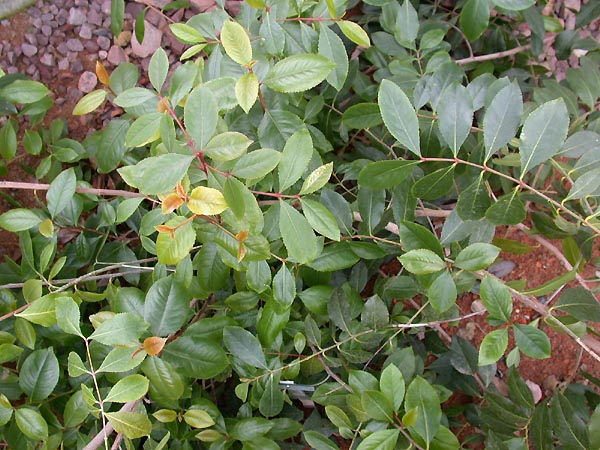
القات في جيبوتي.

النباتات المسجلة في المنطقة البيئية الصحراوية الساحلية هي أنواع السهوب العشبية من يتكون الغطاء النباتي الساحلي في هذه المنطقة من نباتات ملحية مع أنواع من أشجار القرم وتحتوي المنطقة البيئية أيضًا على أراضي عشبية صافية وأراضي شجيرات في المناطق الداخلية من الساحل.
يوجد نبات القات في جيبوتي حيث يمضغه 90٪ من الرجال وتأثيره هو حالة من النشوة.

## الحيوانات
في المنطقة البيئية الصحراوية الساحلية، تم الإبلاغ عن الحيوانات المقيمة وعدد قليل من الأمراض المتوطنة. وتتكون هذه الأنواع بشكل أساسي من ثلاثة أنواع شبه مستوطنة من الزواحف، كما يوجد في محميات جيبوتي الحيوانية كثير من الغزلان ووالضباع وأيضاابن آوى.

### الثدييات
تم العثور على أبقار البحر في المنطقة الساحلية تشمل الثدييات عدة أنواع من الظباء مثل غزال تم حظر الصيد المفروض منذ أوائل عام 1970، وتم حفظ هذه الأنواع جيدًا الآن. الثدييات المميزة الأخرى هي حمار وحشيوظباء هنتر كما تم العثور أيضًا على الخنزير، وهو نوع معرض للخطر، في حديقة داي الوطني. المياه الساحلية بها أبقار البحر والجينات الحبشية تتواجد السلاحف الخضراء وسلاحف منقار الصقر في المياه الساحلية حيث يتم التعشيش أيضًا يُعتقد أن فهد شمال شرق إفريقيا قد انقرض في جيبوتي. ومع ذلك، هناك ملاجئ حيث تتكاثر الفهود. في سلسلة جبال الجنوبية، في جيبوتي، تم الإبلاغ عن ظباء البيرا، وهو نوع مستوطن ومعرض للخطر. تم تسجيل ما لا يقل عن 99 فردًا. ومع ذلك، فإنهم يواجهون منافسة من الماشية في الرعي. ومن ثم، تم تقديم اقتراح لإنشاء ملجأ للحياة البرية.

### الطيور

طائرجيبوتي

يعتبر طائر جيبوتي من الطيور المتوطنة وهو من أنواع الطيور المهددة بالانقراض.
تتكون أنواع الطيور التي تم الإبلاغ عنها في جيبوتي من 399 نوعًا بما في ذلك نوع واحد مستوطن محلي، وثمانية أنواع مهددة عالميًا، ونوعان تم إدخالهما. مزيد من التفاصيل تحت فئات الوباء، المهددة بشدة، المهددة بالانقراض، شبه المهددة والضعيفة ومع ذلك، تم الإبلاغ عن 26 نوعًا من الطيور الجارحة في المنطقة البيئية الساحلية. من بين هؤلاء، صقر السهوب  ونسر السهوب  أكثر شيوعًا.

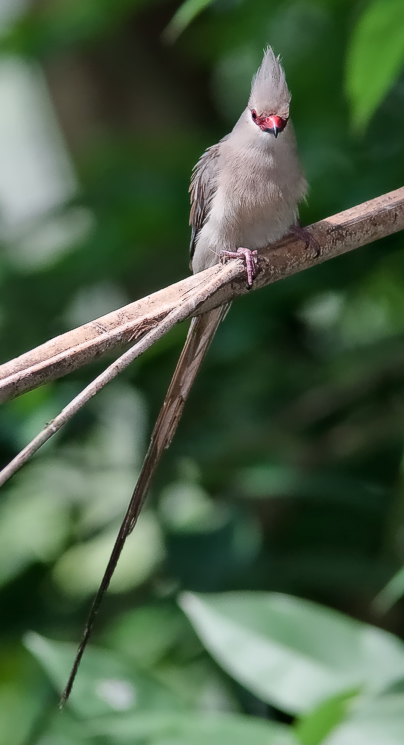
كولي طويل الذيل

النوع المتوطن الوحيد الذي تم العثور عليه هو طائر جيبوتي  المهدد بشدة بالانقراض. توجد في موقعين في جيبوتي، حديقة فوريت دو داي الوطني في جبال جودا وجبال مابلا. يقع الأول على بعد حوالي 25 كيلومترًا 16 ميلًا شمال خليج تاجورة والآخر على بعد 80 كيلومترًا 50 ميلًا شمال شرق فوريت دو داي. تم إعلان هذا النوع من الأنواع المهددة بالانقراض من قبل الاتحاد الدولي لحفظ الطبيعة منذ أن خضع سكانها لانخفاض بنسبة 90 ٪ على مدار عشرين عامًا. فضل  الطائر الجيبوتي غابات العرعر الإفريقية الكثيفة ذات المظلة المغلقة على هضبة  ظهرت طوابع جيبوتي على طابعين ؛ واحد من 35 فرنكًا، في عام 1989 من جيبوتي، وآخر من فئة 500 فرنك من إقليم عفار وعيسى الفرنسي كما كانت جيبوتي تُعرف أثناء الحكم الفرنسي، في عام 1972.
الأنواع المهددة بالانقراض هي طائر النوء الأطلسي، النسر المصري والصقر الحر
أنواع الطيور شبه المهددة هي: البط الحديدي، فلامنغو الصغرى، طائر النوء الجوانيني، نسر أبيض الظهر مرزة باهتة نسر أبقع صقر أحمر القدمين صقر أسخم مرعة الغيط كروان الماء بقويقة سلطانية سوداء الذيل نورس أبيض العين شقراق أوروبي
أنواع الطيور المعرضة للخطر هي  طائر غاق سقطري نسر أبيض الرأس عقاب ماخورد عقاب سعفاء كبرى عقاب درعيات عويسق.

### اللافقاريات
الأنواع اللافقارية التي تم الإبلاغ عنها هي: خنفساء الروث، جعل الروث، جندب، جير جيرك و عنكبوت

### الحيوانات المائية
توجد مستعمرات الطيور البحرية في الحزام الساحلي. تحتوي جزر سبت فرير ، على وجه الخصوص ، على مستعمرات تكاثر من طيور الخرشنة السريعة وخطاف البحر الصغرى و خرشنة بنغالية.